# Zemlja
«Zemlja» (с хорв. — «Земля») — культурная организация, объединявшая в период с 1929 по 1935 год хорватских художников, скульпторов и архитекторов, придерживавшихся левых взглядов.

## История
Поводами для создания организации стали грянувшая в 1929 году Великая депрессия и одновременное с ней установление в Королевстве Югославия диктаторского режима короля Александра I Карагеоргиевича. В сложившейся политико-экономической обстановке, группа хорватских художников, скульпторов и архитекторов во главе с Драго Иблером и Крсто Хегедушичем, взяла курс на приобщение представителей малоимущих слоёв общества к высокому искусству. Среди других членов — Антун Августинчич, Иван Табакович, Иван Генералич, Франьо Кршинич, Отти Бергер. На своих персональных выставках участники «Земли», наряду со своими произведениями, также демонстрировали картины и скульптуры мастеров из крестьянского сословия, не имевших средств или связей для организации собственных мероприятий. Несмотря на идеологическую неоднородность, группа считалась марксистской по ориентации и при этом никогда не ратовала за социалистический реализм. 
Перед тем, как в 1935 году власти Югославии запретили деятельность организации, её члены успели провести несколько одиночных и коллективных выставок в столичных городах Европы.